# 禹長春
禹長春（ウ・ジャンチュン、우장춘、通名：須永 長春（すなが ながはる）、1898年4月8日 - 1959年8月10日）は、農学者（農学博士）、育種学者。
韓国農業の父と呼ばれる。

## 来歴・人物
父は乙未事変（朝鮮国王王妃閔妃暗殺事件）に参加した軍人・禹範善。範善が日本に亡命し日本人女性・酒井ナカと結婚、日本で生まれたのが禹長春である。出生地については東京赤坂説と広島説がある。育ったのは広島県呉市である。父の範善は閔妃を暗殺したため、1903年11月24日、禹が6歳の時にかつて閔妃に仕えていた高永根に呉で暗殺された。
同じく父が親日派とされ日本に逃れてきた具鎔書（のちに初代韓国銀行総裁、第10代大韓民国商工部長官などを歴任）ら、酒井の下に送られてきた親日派の子女6人で日本で育ち、禹は、広島県立呉中学校（現広島県立呉三津田高校）を卒業。数学が得意で京都帝国大学工科大学（工学部）を目指し旧制高校進学を希望したが、朴泳孝の支援で学費を支給する朝鮮総督府から東京帝国大学農科大学（農学部）実科への進学を指示されそれに従った。1919年に同校を卒業。

### 日本での活動
卒業後、農林省西ヶ原農事試験所（東京都北区西ヶ原）に就職。朝顔の遺伝研究などに没頭した。1924年、隣家の家庭教師が縁で新潟県出身の日本人女性・渡辺小春と結婚。当時の状況から父の恩人で朝鮮人亡命者を支援していた須永家に養子に入った。生まれてくる子供達は日本名を名乗らせ日本人として育てる決意をした。自身の日本名は須永長春。
1926年、埼玉県鴻巣試験地（鴻巣市）転任。ナタネの研究を主に行ったが、この頃発見したペチュニア（つくばあさがお）の全八重の作出法（完全八重咲き理論）を元に坂田商会（現サカタのタネ）創業者・坂田武雄がこれを事業化し会社を拡大させた。。また1936年には、論文「種の合成」で東京帝国大学より、朝鮮人初の農学博士号を取得。「種の合成」は「禹長春のトライアングル」とも呼ばれ、1960年代には細胞遺伝学を学ぶ学生は必須で、禹の理論は最も盛んに学ばれた。禹が研究に用いたアブラナ科の植物は欧米で人気が高く、数々の新種開発に応用されたため世界に知られるようになった。今日、日本人が食するキャベツや白菜などアブラナ科の野菜は、禹が築いた土台を基に品種改良が進められた。
博士論文書誌データベースに載っている文献名は「あぶらな属に於ける「ゲノム」分析、附「ナプス」の合成と特殊授精現象」である。  
中国青島での農場長就任の話が反故になり、高等官である技師の道が遠のく。日本の籍に入ってはいたが、姓も禹のままでもあり出世は難しかった。農学博士となっても技手止まりのままの不満からか、1937年同社を退社。タキイ種苗の瀧井治三郎が京都府乙訓郡長岡町（現長岡京市）に新設した研究農場の場長に迎えられ、京都に移った。ここでは十字花科（アブラナ科）植物の育成を主に、それに伴う花卉類、蔬菜（青物野菜）の育種、植物ホルモンなどの研究で自家不和合性現象や雑種強勢のメカニズム解明に打ち込んだ。1945年、終戦のあと同社を退社。

### 渡韓
1948年、大韓民国の樹立で韓国で禹の呼び寄せ運動が起こった。当時の韓国は政治的大混乱や地方から都市への人口流入などの問題で食糧が不足、農家は種子、肥料などの不足で甚大な被害を受けていた。この頃、韓国は国民の80%が農業に従事していた。また日韓併合時代の韓国では米や麦など日本人の主食の増産に重点が置かれ、日本にとって重要性ではない大根や白菜などの蔬菜は放置されたため、韓国人にとって欠かせないキムチの材料をまともに作れない状況にあった。そのため当時の韓国は、白菜、大根などの主要野菜の種子を膨大な外貨を使い、日本から輸入していた。
優良な野菜を大量に作るには、優良な種子が必要である。このような状況下でタキイ種苗の同僚だった金鐘が「今の韓国に来て種子の問題を解決してくれる人は禹長春しかいない」と声を上げると、韓国政府・国民挙げての大きな運動となった。国母閔妃殺害で国賊の烙印を押された範善を父に持ち、日本生まれの禹は韓国語を話せなかったが1950年、韓国行きを決意、妻と子供を日本に残し、単身渡韓した。52歳の時だった。生まれ育った日本がしっくりきていたが、やりたい研究に思う存分打ち込め、それが父範善の国のためになればと考えたといわれる。渡韓を前に禹は父の墓参りのため、10数年ぶりに故郷・呉を訪問、母校三津田で講演も行った。

### 韓国での活動
李承晩大統領の強い支援も受け、釜山に設立された韓国農業科学研究所所長に就任し各地の農村を視察。国民にとって最も重要な大根と白菜の種子作りを始める。まず職員に育種学の重要性を力説。優良な固定品種を作るには、優良な個体を選抜し、人工交配を重ね、優秀な組み合わせを選抜して原々種を作り、この原々種を原種に増殖した後、一般普及種子として大量生産する。日本と韓国の多くの在来種を掛け合わせながらこれを続けるが、ここまでで5年、ここから更に数年かけて品種間交雑を行い、雑種強勢の強く現われる雑種第一代（F1）品種を育成しなければならない。
韓国に渡った翌1950年、朝鮮戦争が勃発。中央園芸技術院（国立試験場）院長に就任した1953年には、最愛の母死すの報を受け、日本帰国を大統領にまで嘆願したが、帰国は叶わなかった。李承晩大統領は禹を帰すと再び韓国に戻らないのでは、と懸念し出国許可を下ろさなかったと伝えられている。また日本語しか話せず、状況は非常に困難であったと思われるが、朝鮮戦争で苦しむ国民に希望を与えるとともに、1955年頃には大根や白菜は自給態勢を整えるまでに持っていった。また高冷地でのジャガイモ、収量の多い稲の栽培にも精力を注いだ他、済州島近辺を蜜柑の大生産地とした。なお大根や白菜、蜜柑の原種は日本の品種が多く含まれている。

### 最期
大統領からの農林部長官（農林大臣）就任要請も目もくれず、この後、稲と稲の裏作に農家にとって収益の大きい馬鈴薯の研究に没頭したが、1959年、ソウルのメディカル・センターに入院。胃と十二指腸潰瘍の手術後に病状を悪化させ、同年8月10日亡くなった。享年61。韓国に来て9年後だった。亡くなる直前に韓国政府は禹に大韓民国文化褒章を贈与した。葬儀は国葬に準じる社会葬として行われた。

## その後
- 禹は9年間韓国に滞在したが、韓国農業は禹の弟子達によってその後発展した。現在、韓国では道徳の教科書に掲載されている。白菜などの種子の自給体制を確立したため「韓国近代農業の父」あるいは「キムチの恩人」として有名だが[11]、種無しスイカの発明者と言われることもある。種無しスイカは日本の遺伝学者･木原均による発明だが、禹が育種学とは何かを分かってもらおうと種無しスイカを作り、人々の前でスイカを切ったところ、種の無いスイカに人々は仰天し「禹先生が種無しスイカを作った」から「発明した」に変換され、今日に至るという逸話が残っている。
- 韓国放送公社（KBS）とNHKの共同制作で、その生涯がテレビドキュメンタリー化され両国で放送された。日本では1991年2月にNHKスペシャル「ある日本人・禹長春」というタイトルで放送されている。
- 禹には6人の子供がおり、四女・朝子は京セラ創業者・稲盛和夫に嫁いでいる[7]。
- 父・範善の生前の行為から当初は厳しい目もあったが、現在ではその功績により李方子と並んで高く評価されている人物である。
- 韓国で試験農場を置いた釜山郊外の東莱（現在の釜山広域市東萊区）に禹長春博士記念館、墓は韓国農業の本拠地・水原市の麗妓山にある。また、範善の墓は広島県呉市の神應院と栃木県佐野市の妙顕寺にある。
- 2010年、韓国政府は農業分野の科学者育成のため「禹長春プロジェクト」を実施[1]。